# Тифлисский 15-й гренадерский полк

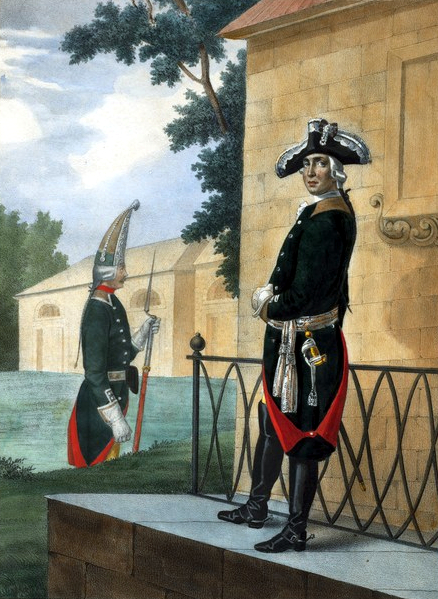
Гренадерский Унтер-офицер и Генерал Тифлисского Мушкетерского полка. 1797-1801 гг.

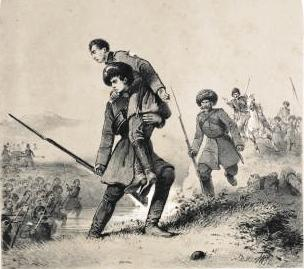
Подвиг подпрапорщика гренадерского Е. И. В. В. Кн. Константина Николаевича полка князя Андроникова в сражении под Баш-Кадык-Ларом 19 ноября 1853 года (с картины И. П. Трутнева), Русский художественный листок, № 13, за 1854 год.

15-й гренадерский Тифлисский (до 1915 года — Е.И.В. Великого князя Константина Константиновича) полк — воинская часть Русской императорской армии.
Старшинство с 8 июля 1726 года. Полковой праздник 8 июля. Место дислокации: Тифлис.

## История
- 26 февраля 1726 года — сформирован как Куринский пехотный полк в составе одной гренадерской и 7-ми мушкетерских рот генерал-аншефом Матюшкиным из офицеров и нижних чинов от разных армейских полков для укомплектования войск, занимавших присоединенные Императором Петром I от Персии провинции.
- 25 апреля 1762 года, поименован как — Пехотный генерал-майора Бенкендорфа полк.
- 5 июля 1762 года, поименован как — Куринский пехотный полк.
- 14 декабря 1784 года, поименован как — Тифлисский пехотный полк.
- 29 ноября 1796 года, поименован как — Тифлисский мушкетерский полк.
- 5 октября 1798 года, поименован как — Мушкетерский генерал-майора Стремоухова полк.
- 8 октября 1800 года, поименован как — Генерал-майора Леонтьева полк.
- 29 марта 1801 года — Тифлисский мушкетерский полк.
- 22 февраля 1811 года — Тифлисский пехотный полк.
- 17 октября 1832 года — Полк принимал участие в бою при ауле Гимры.
- 28 января 1833 года — Присоединены 1-й батальон 42-го егерского полка и 2-й батальон 41-го егерского полка. Назван Тифлисским егерским полком. Дарованы боевые отличия 42-го егерского полка.
- 1833 году — Движением от Эривани усмирил восстание Джалалинских куртинцев.
- 1837 году — Во время экспедиции барона Розена для покорения Цебельды был в числе десанта, высаженного на мысе Адлер для постройки Константиновского укрепления. Участвовал в отбитии горцев от лагеря и занял аул Лиеш.
- 1838 году — Участвовал в преследовании и разбитии лезгин, скрывавшихся в Хач-Мазском ущелье.
- ноябрь—декабрь 1843 года — Батальон полка блокирован в Темир-Хан-Шуре имамом Шамилем.
- 17 апреля 1856 года — Тифлисский гренадерский полк.
- 10 августа 1858 года — Тифлисский гренадерский Его Императорского Высочества Великого Князя Константина Константиновича полк.
- 6 ноября 1863 года — 5-й батальон отчислен на формирование Пятигорского пехотного полка.
- 25 марта 1864 года — 15-й гренадерский Тифлисский Его Императорского Высочества Великого Князя Константина Константиновича полк.
- 1 августа 1874 года — 4-й батальон отчислен на формирование 161-го пехотного Александропольского полка.
- 21 июля 1915 года — 15-й гренадерский Тифлисский полк (в связи со смертью шефа полка).
- 1918 году — расформирован.

## Шефыполка
- 25.04.1762 — 05.07.1762 — генерал-майор фон Бенкендорф, Иван Иванович
- 03.12.1796 — 09.09.1797 — генерал-майор Чирков, Николай Александрович
- 09.09.1797 — 05.04.1798 — генерал-майор Побединский, Фёдор Петрович
- 05.04.1798 — 06.04.1798 — генерал-майор Родичев, Степан Евстигнеевич
- 06.04.1798 — 05.10.1798 — генерал-майор Ададуров, Василий Васильевич
- 05.10.1798 — 08.10.1800 — генерал-майор Стремоухов, Данила Иванович
- 08.10.1800 — 20.02.1804 — генерал-майор Леонтьев Алексей Алексеевич
- 14.06.1804 — 16.01.1806 — генерал-майор князь Вяземский, Иван Григорьевич
- 16.01.1806 — 20.04.1807 — полковник Рудзевич, Александр Яковлевич
- 20.04.1807 — 27.06.1807 — полковник Потресов, Матвей Григорьевич
- 27.06.1807 — 18.10.1808 — полковник князь Ураков, Алексей Васильевич
- 18.10.1808 — 10.11.1811 — полковник князь Ураков, Иван Афанасьевич
- 01.01.1812 — 12.03.1812 — полковник Полторацкий, Константин Маркович
- 12.03.1812 — 22.06.1815 — полковник Пестель, Андрей Борисович
- 10.08.1858 — 02.06.1915 — великий князь Константин Константинович

## Командиры полка
- 02.06.1737 — хх.хх.1739 — полковник Безобразов, Иван Михайлович
- 01.01.1793 — 08.08.1797 — полковник Криштафович, Николай Константинович
- 16.08.1798 — 26.11.1798 — полковник Марков, Евгений Иванович
- 22.03.1799 — 26.10.1799 — полковник Колокольцев, Григорий Аполлонович
- 23.03.1800 — 08.10.1800 — подполковник Крон, Яков Самуилович
- 05.04.1801 — 27.03.1802 — подполковник Кузенев, Александр Иванович
- 28.09.1803 — 10.12.1803 — подполковник Цуриков
- 03.04.1805 — 07.02.1806 — майор Ребиндер, Александр Оттович
- 24.08.1809 — 08.03.1810 — подполковник Скрыпин
- 20.10.1812 — 22.06.1815 — подполковник Токарев, Александр Андреевич
- 22.06.1815 — 30.08.1816 — полковник Пестель, Андрей Борисович
- 30.08.1816 — 25.06.1827 — подполковник (с 01.01.1818 полковник) князь Севарземидзев, Леонтий Яковлевич
- 01.07.1827 — 05.02.1830 — подполковник (с 22.08.1827 полковник) Волжинский, Иван Дмитриевич
- 05.02.1830 — 06.03.1832 — командующий подполковник Тыртов
- 06.03.1832 — 23.02.1839 — подполковник (с 22.04.1838 полковник) князь Аргутинский-Долгоруков, Моисей Захарович
- 23.02.1839 — 05.06.1841 — подполковник (с 25.06.1839 полковник) Бирзуль, Василий Петрович
- 05.06.1841 — 09.12.1844 — полковник Корнилович, Пётр Петрович
- 09.12.1844 — 17.07.1847 — полковник Волоцкой, Александр Алексеевич
- 17.07.1847 — 12.04.1849 — полковник (с 06.12.1848 генерал-майор) Челяев, Борис Гаврилович
- 12.04.1849 — 08.01.1856 — полковник (с 18.04.1854 генерал-майор) князь Андронников, Реваз Иванович
- 08.01.1856 — 17.04.1859 — полковник Осипов, Семён Андреевич
- 17.04.1859 — 22.01.1864 — полковник барон Врангель, Готгард Иоганович (Германович)
- 19.03.1864 — 26.11.1871 — полковник Кравченко, Павел Павлович
- 26.11.1871 — 21.06.1875 — полковник фон Ден, Владимир Александрович
- 18.06.1875 — 25.08.1883 — полковник Ридигер, Александр Николаевич
- 06.10.1883 — 12.02.1889 — полковник Дженеев, Михаил Васильевич
- 31.07.1889 — 11.08.1894 — полковник фон дер Нонне, Фёдор Августович
- 17.08.1894 — 10.06.1896 — полковник Сахаров, Всеволод Викторович
- 17.06.1896 — 26.07.1899 — полковник Закржевский, Николай Иосифович
- 02.09.1899 — 26.05.1904 — полковник Петеров, Эрнест-Яков Касперович
- 01.06.1904 — 28.09.1907 — полковник Гаврилов, Николай Иванович
- 09.11.1907 — 03.05.1910 — полковник Булыгин, Митрофан Николаевич
- 03.05.1910 — 02.11.1914 — полковник Прокопенко, Юлиан Васильевич
- 02.11.1914 — 20.08.1915 — полковник Воскресенский, Владимир Иванович
- 20.08.1915 — 12.07.1917 — полковник Тарасенков, Константин Николаевич
- 22.07.1917 — хх.хх.хххх — полковник Иванов, Илларион Иванович

## Знаки отличия
- Георгиевское полковое знамя за оборону крепости Шуша в 1826 году, за Кавказскую войну и за взятие Ардагана в 1877 году
- Знаки на шапках за отличие во время войн с Персией и Турцией 1826 — 1829 годах
- Георгиевский сигнальный рожок за отличия при покорении Западного Кавказа
- Петлицы на мундирах офицеров и нижних чинов за войну 1877 — 1878 годов.

## Известные люди, служившие в полку
- Алтухов, Захарий Никифорович — русский генерал, участник Кавказских походов и Крымской войны.
- Амираджибов, Михаил Кайхосрович — русский генерал, герой русско-турецкой войны 1877—1878 гг.
- Бурцев, Иван Григорьевич — русский генерал, член декабристских организаций, участник русско-турецкой войны 1828—1829 гг.
- Гельфрейх, Богдан Борисович — российский военачальник, генерал-лейтенант, герой Отечественной войны 1812 года.
- Козловский, Викентий Михайлович — русский генерал, герой Кавказской войны.
- Мелентьев, Иван Николаевич — полковник, герой 1-й мировой войны.
- Млокосевич, Людвик — натуралист.
- Папков, Пётр Афанасьевич — генерал-майор, обер-полицеймейстер Санкт-Петербурга (1809—1810), градоначальник Таганрога (1810-1822).
- Чавчавадзе, Давид Александрович — генерал-лейтенант, участник Кавказской войны.
- Яроцкий, Иван Авксентьевич — военврач, штаб-лекарь ИХУ; коллежский советник[2].

## Знаки различия
| Описание     | Знаки различия (1907—1917 гг.) | Знаки различия (1907—1917 гг.) | Знаки различия (1907—1917 гг.) | Знаки различия (1907—1917 гг.) | Знаки различия (1907—1917 гг.) | Знаки различия (1907—1917 гг.) | Знаки различия (1907—1917 гг.) |
| ------------ | ------------------------------ | ------------------------------ | ------------------------------ | ------------------------------ | ------------------------------ | ------------------------------ | ------------------------------ |
|              |                                |                                |                                |                                |                                |                                |                                |
| Погоны       |                                |                                |                                |                                |                                |                                |                                |
|              |                                |                                |                                |                                |                                |                                |                                |
| Чин / звание | Полковник                      | Подполко́вник                   | Капитан                        | Штабс-капитан                  | Пору́чик                        | Подпору́чик                     | Пра́порщик                      |
| Группа       | Штаб-офицеры                   | Штаб-офицеры                   | Обер-офицеры                   | Обер-офицеры                   | Обер-офицеры                   | Обер-офицеры                   | Обер-офицеры                   |

|                 |               |                      |                      |          |          |
| Погоны          |               |                      |                      |          |          |
|                 |               |                      |                      |          |          |
| Воинское звание | Фельдфебель   | Старший унтер-офицер | Младший унтер-офицер | Ефрейтор | Гренадер |
| Группа          | Унтер-офицеры | Унтер-офицеры        | Унтер-офицеры        | Рядовые  | Рядовые  |